# Turn- und Sportverein Bayer 04 Leverkusen 1996-1997
Questa voce raccoglie le informazioni riguardanti il Turn- und Sportverein Bayer 04 Leverkusen nelle competizioni ufficiali della stagione 1996-1997.

## Stagione
Nella stagione 1996-1997 il Bayer Leverkusen, allenato da Christoph Daum, concluse il campionato di Bundesliga al 2º posto. In Coppa di Germania il Bayer Leverkusen fu eliminato al primo turno dal Werder Brema. Ulf Kirsten con 22 reti in 34 gare vinse il titolo di capocannoniere della Bundesliga

## Maglie e sponsor
Lo sponsor che compare sulle maglie della società è Alka-Seltzer, prodotto della casa farmaceutica Bayer proprietaria del team.
Lo sponsor tecnico è il marchio Tedesco Adidas.
| Casa | Trasferta | Terza |

## Rosa
| N. |                        | Ruolo | Calciatore          |
| -- | ---------------------- | ----- | ------------------- |
| 1  | Germania (bandiera)    | P     | Rüdiger Vollborn    |
| 2  | Germania (bandiera)    | C     | Mike Rietpietsch    |
| 3  | Germania (bandiera)    | D     | Markus Happe        |
| 4  | Germania (bandiera)    | D     | Christian Wörns     |
| 5  | Germania (bandiera)    | D     | Jens Nowotny        |
| 7  | Brasile (bandiera)     | A     | Paulo Sérgio        |
| 8  | Germania (bandiera)    | C     | René Rydlewicz      |
| 9  | Germania (bandiera)    | A     | Ulf Kirsten         |
| 11 | Paesi Bassi (bandiera) | A     | Erik Meijer         |
| 13 | Brasile (bandiera)     | C     | Zé Elias            |
| 14 | Germania (bandiera)    | A     | Markus Feldhoff     |
| 17 | Germania (bandiera)    | C     | Hans-Peter Lehnhoff |

| N. |                        | Ruolo | Calciatore        |
| -- | ---------------------- | ----- | ----------------- |
| 18 | Stati Uniti (bandiera) | C     | Claudio Reyna     |
| 19 | Danimarca (bandiera)   | D     | Jan Heintze       |
| 21 | Germania (bandiera)    | C     | Andreas Neuendorf |
| 22 | Lussemburgo (bandiera) | C     | Manuel Cardoni    |
| 23 | Germania (bandiera)    | P     | Dirk Heinen       |
| 24 | Germania (bandiera)    | A     | Sebastian Helbig  |
| 27 | Germania (bandiera)    | D     | Daniel Schumann   |
| 28 | Germania (bandiera)    | C     | Carsten Ramelow   |
| 30 | Croazia (bandiera)     | C     | Niko Kovač        |
| 31 | Germania (bandiera)    | P     | Lars Leese        |
| 32 | Croazia (bandiera)     | D     | Robert Kovač      |

## Organigramma societario
Area tecnica
- Allenatore: Christoph Daum
- Allenatore in seconda: Peter Hermann, Roland Koch
- Preparatore dei portieri: Werner Friese
- Preparatori atletici:

## Calciomercato

### Sessione estiva
| Acquisti | Acquisti        | Acquisti                    | Acquisti |
| R.       | Nome            | da                          | Modalità |
| -------- | --------------- | --------------------------- | -------- |
| C        | Manuel Cardoni  | Jeunesse Esch               |          |
| D        | Jan Heintze     | Uerdingen 05                |          |
| C        | Niko Kovač      | Hertha Berlino              |          |
| D        | Robert Kovač    | Norimberga                  |          |
| P        | Lars Leese      | Viktoria Colonia            |          |
| A        | Erik Meijer     | Uerdingen 05                |          |
| D        | Jens Nowotny    | Karlsruhe                   |          |
| C        | René Rydlewicz  | Monaco 1860                 |          |
| D        | Daniel Schumann | Bayer Leverkusen (juniores) |          |
| C        | Zé Elias        | Corinthians                 |          |

| Cessioni | Cessioni        | Cessioni            | Cessioni |
| R.       | Nome            | a                   | Modalità |
| -------- | --------------- | ------------------- | -------- |
| D        | Holger Fach     | Fortuna Düsseldorf  |          |
| D        | Carsten Baumann | Bonner              |          |
| D        | René Hahn       | Fortuna Colonia     |          |
| C        | Ioan Lupescu    | Borussia M'gladbach |          |
| D        | Markus Münch    | Bayern Monaco       |          |
| C        | Ramon Menezes   | Vasco da Gama       |          |
| D        | Rodrigo Chagas  | Corinthians         |          |

### Sessione invernale
| Acquisti | Acquisti | Acquisti | Acquisti |
| R.       | Nome     | da       | Modalità |
| -------- | -------- | -------- | -------- |

| Cessioni | Cessioni       | Cessioni           | Cessioni |
| R.       | Nome           | a                  | Modalità |
| -------- | -------------- | ------------------ | -------- |
| C        | Mario Tolkmitt | Fortuna Düsseldorf |          |

## Risultati

### Bundesliga

#### Girone di andata
| Arbitro: | Steinborn |

|                                             |           |                       |
| Sérgio 6’ Kirsten 7’ Fach 58’ Rydlewicz 81’ | Marcatori | 34’ Lambert 39’ Tanko |

| Arbitro: | Buchhart |

|                  |           |                       |
| Marin 54’ (rig.) | Marcatori | 65’, 71’, 82’ Kirsten |

| Arbitro: | Krug |

|  |           |              |
|  | Marcatori | 47’ Seeliger |

| Arbitro: | Berg |

|                                                     |           |                         |
| Zickler 25’ Helmer 36’ Klinsmann 43’ Rizzitelli 48’ | Marcatori | 24’ Sérgio 53’ Feldhoff |

| Arbitro: | Fandel |

|                           |           |  |
| Happe 2’ Kirsten 19’, 89’ | Marcatori |  |

| Arbitro: | Jansen |

|  |           |            |
|  | Marcatori | 44’ Sérgio |

| Arbitro: | Malbranc |

|                                                                     |           |                                 |
| Kirsten 24’ Sérgio 32’ Feldhoff 56’ (rig.) Heintze 78’ Lehnhoff 85’ | Marcatori | 14’ Frey 68’ Sutter 86’ Wassmer |

| Arbitro: | Heynemann |

|            |           |                       |
| de Kock 2’ | Marcatori | 13’ Meijer 24’ Sérgio |

| Arbitro: | Merk |

|                                         |           |             |
| Sérgio 45’, 49’ Feldhoff 57’ Meijer 78’ | Marcatori | 8’ Beinlich |

| Arbitro: | Wack |

|           |           |              |
| Tarnat 4’ | Marcatori | 74’ Feldhoff |

| Leverkusen 18 ottobre 1996, ore 20:00 CEST 11ª giornata | Bayer Leverkusen | 0 – 0 referto | Stoccarda | Ulrich-Haberland-Stadion (21 000 spett.)\| Arbitro: \| Heynemann \| |
| Arbitro:                                                | Heynemann        |               |           |                                                                     |

| Arbitro: | Zerr |

|                   |           |              |
| Herzog 32’ (rig.) | Marcatori | 70’ Feldhoff |

| Arbitro: | Best |

|                                   |           |  |
| Kovač 56’ Lehnhoff 72’ Sérgio 77’ | Marcatori |  |

| Arbitro: | Albrecht |

|  |           |                  |
|  | Marcatori | 52’, 82’ Kirsten |

| Arbitro: | Berg |

|                                         |           |            |
| Trulsen 7’ Driller 15’ Wörns 79’ (aut.) | Marcatori | 87’ Sérgio |

| Arbitro: | Krug |

|                                                     |           |                          |
| Happe 48’ Kirsten 61’ Sérgio 66’ Baumann 86’ (aut.) | Marcatori | 82’ Andersen 88’ Vlădoiu |

| Arbitro: | Buchhart |

|                               |           |                         |
| Stickroth 30’ (rig.) Wosz 89’ | Marcatori | 18’ Kirsten 56’ Ramelow |

#### Girone di ritorno
| Arbitro: | Weber |

|                               |           |           |
| Möller 17’, 89’ Chapuisat 46’ | Marcatori | 7’ Sérgio |

| Arbitro: | Fleske |

|           |           |  |
| Wörns 36’ | Marcatori |  |

| Düsseldorf 1º marzo 1997, ore 15:30 CET 20ª giornata | Fortuna Düsseldorf | 0 – 0 referto | Bayer Leverkusen | Rheinstadion (20 000 spett.)\| Arbitro: \| Merk \| |
| Arbitro:                                             | Merk               |               |                  |                                                    |

| Arbitro: | Steinborn |

|                                                |           |                          |
| Sérgio 3’ Rydlewicz 37’ Feldhoff 43’, 80’, 84’ | Marcatori | 64’ Nerlinger 71’ Basler |

| Arbitro: | Jansen |

|                            |           |  |
| Cerny 23’ Winkler 41’, 54’ | Marcatori |  |

| Arbitro: | Albrecht |

|            |           |  |
| Meijer 86’ | Marcatori |  |

| Arbitro: | Strampe |

|                  |           |                               |
| Kovač 51’ (aut.) | Marcatori | 57’ (rig.) Kirsten 61’ Sérgio |

| Arbitro: | Malbranc |

|                        |           |  |
| Kirsten 63’ Meijer 86’ | Marcatori |  |

| Arbitro: | Fandel |

|              |           |  |
| Mičevski 75’ | Marcatori |  |

| Arbitro: | Fröhlich |

|                                   |           |            |
| Kirsten 22’ Meijer 66’ Sérgio 90’ | Marcatori | 33’ Dundee |

| Arbitro: | Steinborn |

|              |           |                        |
| Berthold 75’ | Marcatori | 42’ Sérgio 68’ Kirsten |

| Arbitro: | Merk |

|                         |           |                     |
| Kirsten 23’, 64’ (rig.) | Marcatori | 76’ (rig.) Skrypnyk |

| Arbitro: | Koop |

|                           |           |                      |
| Pettersson 65’ Dahlin 90’ | Marcatori | 1’ Kovač 42’ Kirsten |

| Arbitro: | Krug |

|                                            |           |  |
| Kovač 10’ Kirsten 30’, 49’, 64’ Sérgio 70’ | Marcatori |  |

| Arbitro: | Zerr |

|                                     |           |  |
| Kirsten 58’ Meijer 75’ Lehnhoff 82’ | Marcatori |  |

| Arbitro: | Weber |

|                                                 |           |  |
| Polster 11’ (rig.), 60’, 84’ (rig.) Dziwior 45’ | Marcatori |  |

| Arbitro: | Jansen |

|                       |           |  |
| Sérgio 9’ Ramelow 51’ | Marcatori |  |

### Coppa di Germania
| Arbitro: | Heynemann |

|                                       |                      |                            |
| Cardoso 103’ (rig.)                   | Marcatori            | 92’ Rydlewicz              |
| Herzog Cardoso Brand Bode Besčastnych | Tiri di rigore 5 – 3 | Sérgio Heintze Happe Wörns |

## Statistiche

### Statistiche di squadra
| Competizione      | Punti | In casa | In casa | In casa | In casa | In casa | In casa | In trasferta | In trasferta | In trasferta | In trasferta | In trasferta | In trasferta | Totale | Totale | Totale | Totale | Totale | Totale | DR  |
| Competizione      | Punti | G       | V       | N       | P       | Gf      | Gs      | G            | V            | N            | P            | Gf           | Gs           | G      | V      | N      | P      | Gf     | Gs     | DR  |
| ----------------- | ----- | ------- | ------- | ------- | ------- | ------- | ------- | ------------ | ------------ | ------------ | ------------ | ------------ | ------------ | ------ | ------ | ------ | ------ | ------ | ------ | --- |
| Bundesliga        | 69    | 17      | 15      | 1       | 1       | 47      | 13      | 17           | 6            | 5            | 6            | 22           | 28           | 34     | 21     | 6      | 7      | 69     | 41     | +28 |
| Coppa di Germania | -     | 0       | 0       | 0       | 0       | 0       | 0       | 1            | 0            | 1            | 0            | 1            | 1            | 1      | 0      | 1      | 0      | 1      | 1      | 0   |
| Totale            | 69    | 17      | 15      | 1       | 1       | 47      | 13      | 18           | 6            | 6            | 6            | 23           | 29           | 35     | 21     | 7      | 7      | 70     | 42     | +28 |

### Andamento in campionato
| Giornata  | 1 | 2 | 3 | 4 | 5 | 6 | 7 | 8 | 9 | 10 | 11 | 12 | 13 | 14 | 15 | 16 | 17 | 18 | 19 | 20 | 21 | 22 | 23 | 24 | 25 | 26 | 27 | 28 | 29 | 30 | 31 | 32 | 33 | 34 |
| --------- | - | - | - | - | - | - | - | - | - | -- | -- | -- | -- | -- | -- | -- | -- | -- | -- | -- | -- | -- | -- | -- | -- | -- | -- | -- | -- | -- | -- | -- | -- | -- |
| Luogo     | C | T | C | T | C | T | C | T | C | T  | C  | T  | C  | T  | T  | C  | T  | T  | C  | T  | C  | T  | C  | T  | C  | T  | C  | T  | C  | T  | C  | C  | T  | C  |
| Risultato | V | V | P | P | V | V | V | V | V | N  | N  | N  | V  | V  | P  | V  | N  | P  | V  | N  | V  | P  | V  | V  | V  | P  | V  | V  | V  | N  | V  | V  | P  | V  |
| Posizione | 3 | 2 | 6 | 6 | 4 | 4 | 3 | 2 | 2 | 3  | 3  | 3  | 3  | 2  | 4  | 1  | 3  | 3  | 3  | 3  | 3  | 4  | 4  | 3  | 2  | 3  | 2  | 2  | 2  | 2  | 2  | 2  | 2  | 2  |

Legenda:

Luogo: C = Casa; T = Trasferta. Risultato: V = Vittoria; N = Pareggio; P = Sconfitta.

### Statistiche dei giocatori
| Giocatore      | Bundesliga | Bundesliga | Bundesliga  | Bundesliga | Coppa di Germania | Coppa di Germania | Coppa di Germania | Coppa di Germania | Totale   | Totale | Totale      | Totale     |
| Giocatore      | Presenze   | Reti       | Ammonizioni | Espulsioni | Presenze          | Reti              | Ammonizioni       | Espulsioni        | Presenze | Reti   | Ammonizioni | Espulsioni |
| -------------- | ---------- | ---------- | ----------- | ---------- | ----------------- | ----------------- | ----------------- | ----------------- | -------- | ------ | ----------- | ---------- |
| M. Cardoni     | 1          | 0          | 0           | 0          | 0                 | 0                 | 0                 | 0                 | 1        | 0      | 0           | 0          |
| Z. Elias       | 23         | 0          | 11          | 0          | 0                 | 0                 | 0                 | 0                 | 23       | 0      | 11          | 0          |
| H. Fach        | 1          | 1          | 0           | 0          | 0                 | 0                 | 0                 | 0                 | 1        | 1      | 0           | 0          |
| M. Feldhoff    | 22         | 8          | 2           | 0          | 1                 | 0                 | 0                 | 0                 | 23       | 8      | 2           | 0          |
| M. Happe       | 34         | 2          | 2           | 0          | 1                 | 0                 | 0                 | 0                 | 35       | 2      | 2           | 0          |
| D. Heinen      | 33         | 0          | 3           | 0          | 1                 | 0                 | 0                 | 0                 | 34       | 0      | 3           | 0          |
| J. Heintze     | 31         | 1          | 1           | 0          | 1                 | 0                 | 0                 | 0                 | 32       | 1      | 1           | 0          |
| S. Helbig      | 0          | 0          | 0           | 0          | 0                 | 0                 | 0                 | 0                 | 0        | 0      | 0           | 0          |
| U. Kirsten     | 29         | 22         | 5           | 1          | 1                 | 0                 | 0                 | 0                 | 30       | 22     | 5           | 1          |
| N. Kovač       | 32         | 3          | 4           | 0          | 1                 | 0                 | 0                 | 0                 | 33       | 3      | 4           | 0          |
| R. Kovač       | 13         | 0          | 0           | 0          | 0                 | 0                 | 0                 | 0                 | 13       | 0      | 0           | 0          |
| L. Leese       | 0          | 0          | 0           | 0          | 0                 | 0                 | 0                 | 0                 | 0        | 0      | 0           | 0          |
| H. Lehnhoff    | 33         | 3          | 7           | 0          | 1                 | 0                 | 0                 | 0                 | 34       | 3      | 7           | 0          |
| E. Meijer      | 32         | 6          | 8           | 1          | 1                 | 0                 | 1                 | 0                 | 33       | 6      | 9           | 1          |
| A. Neuendorf   | 18         | 0          | 3           | 0          | 0                 | 0                 | 0                 | 0                 | 18       | 0      | 3           | 0          |
| J. Nowotny     | 32         | 0          | 3           | 1          | 1                 | 0                 | 0                 | 0                 | 33       | 0      | 3           | 1          |
| C. Ramelow     | 32         | 2          | 2           | 0          | 1                 | 0                 | 0                 | 0                 | 33       | 2      | 2           | 0          |
| C. Reyna       | 5          | 0          | 0           | 0          | 1                 | 0                 | 1                 | 0                 | 6        | 0      | 1           | 0          |
| M. Rietpietsch | 2          | 0          | 0           | 0          | 0                 | 0                 | 0                 | 0                 | 2        | 0      | 0           | 0          |
| R. Rydlewicz   | 27         | 2          | 4           | 0          | 1                 | 1                 | 1                 | 0                 | 28       | 3      | 5           | 0          |
| D. Schumann    | 0          | 0          | 0           | 0          | 0                 | 0                 | 0                 | 0                 | 0        | 0      | 0           | 0          |
| P. Sérgio      | 33         | 17         | 1           | 0          | 1                 | 0                 | 1                 | 0                 | 34       | 17     | 2           | 0          |
| M. Tolkmitt    | 1          | 0          | 0           | 0          | 0                 | 0                 | 0                 | 0                 | 1        | 0      | 0           | 0          |
| R. Vollborn    | 1          | 0          | 0           | 0          | 0                 | 0                 | 0                 | 0                 | 1        | 0      | 0           | 0          |
| C. Wörns       | 33         | 1          | 9           | 0          | 1                 | 0                 | 0                 | 0                 | 34       | 1      | 9           | 0          |